# Заболотный, Николай Арчилович
Никола́й Арчи́лович Заболо́тный (16 апреля 1990, Ленинград) — российский футболист, вратарь клуба «Сочи».

## Биография
Футболом начал заниматься в 7 лет. Учился в петербургских спортивных школах «Смена» и «Зенит». С 2005 года обучался в московской футбольной школе «Академика». Параллельно выступал за ФК «Трудовые резервы» (Москва). В 2007—2009 годах выступал за дублирующий/молодёжный состав «Зенита» (50 игр), в составе которого стал победителем молодёжного первенства-2009. Зимой 2010 года перешёл в московский «Спартак», где выступал за молодёжный состав (24 игры) и вновь выиграл молодёжное первенство.
2 апреля 2011 года дебютировал в Премьер-лиге в гостевом матче 3-го тура против краснодарской «Кубани», заменив заболевшего накануне матча Андрея Диканя; в том матче «Спартак» уступил 1:3.
17 апреля в выездном матче против махачкалинского «Анжи» вышел на замену во втором тайме вместо получившего травму Диканя. 20 апреля дебютировал в 1/4 Кубка России против ФК «Краснодар». 24 апреля в матче 6 тура Чемпионата России против нальчикского «Спартака» (1:0) впервые отстоял на ноль.
23 июля 2012 года отправился в аренду на один сезон в «Ростов», но сыграл там всего 2 игры.
Первую половину сезона 2013/14 Заболотный провёл в составе фарм-клуба «Спартак-2», выступавшего в Первенстве ПФЛ. В январе 2014 года подписал контракт с «Уралом» на 2,5 года. В апреле 2016 года был признан болельщиками ФК «Урал» лучшим игроком месяца. 8 сентября 2017 года расторг контракт с клубом. В январе 2018 года перешёл в ФК «Ротор» и провел за клуб 13 матчей.
В июне 2018 года перешёл в ФК «Сочи».          В июне 2019 года продлил соглашение до лета 2023 года.
30 мая 2023 года продлил контракт с клубом.

### В сборной
С 2010 года привлекался в молодёжную сборную России и в течение трёх лет был её основным вратарём. Участник молодёжного чемпионата Европы 2013.

## Статистика
| Сезон                    | Чемпионат России | Чемпионат России | Чемпионат России | Кубок России | Кубок России | Кубок России | Всего | Всего | Всего |
| Сезон                    | Игры             | Голы             | С.м.             | Игры         | Голы         | С.м.         | Игры  | Голы  | С.м.  |
| ------------------------ | ---------------- | ---------------- | ---------------- | ------------ | ------------ | ------------ | ----- | ----- | ----- |
| 2011/12 Спартак (Москва) | 6                | -7               | 3                | 1            | -1           | 0            | 7     | -8    | 3     |
| 2012/13 → Ростов         | 1                | -0               | 1                | 1            | -1           | 0            | 2     | -1    | 1     |
| 2013/14 Урал             | 11               | -9               | 4                | 0            | -0           | 0            | 11    | -9    | 4     |
| 2014/15 Урал             | 29               | -40              | 7                | 1            | -3           | 0            | 30    | -43   | 7     |
| 2015/16 Урал             | 10               | -17              | 1                | 0            | -0           | 0            | 10    | -17   | 1     |
| 2016/17 Урал             | 18               | -20              | 7                | 3            | -4           | 1            | 21    | -24   | 8     |
| Всего                    | 75               | -93              | 23               | 6            | -9           | 1            | 81    | -102  | 24    |

## Достижения
- Победитель молодёжного первенства России: 2009 («Зенит»), 2010 («Спартак»)
- Серебряный призёр чемпионата России: 2011/12 («Спартак»), 2021/22 («Сочи»)